# Lady Lilith

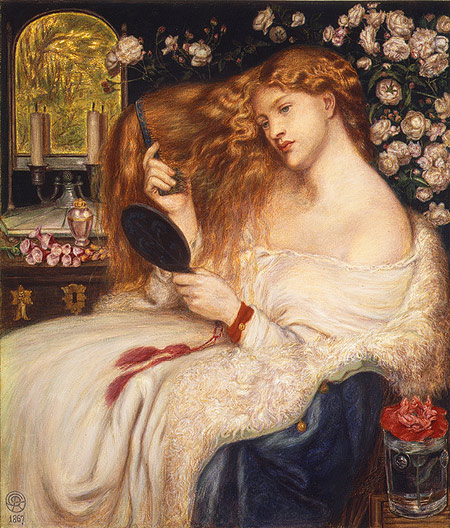
Lady Lilith, 1867, copie à l'aquarelle

Lady Lilith est une peinture à l'huile de Dante Gabriel Rossetti d'abord peinte en 1866–1868 avec sa maîtresse Fanny Cornforth pour modèle, puis modifiée en 1872–73 pour montrer le visage d'Alexa Wilding. Le sujet est Lilith, qui était, selon les anciens Juifs, « la première femme d'Adam » et est associée à la séduction des hommes et au meurtre d'enfants.